# Rotte africane dei migranti
Con la locuzione rotte dei migranti vengono indicati i percorsi abituali utilizzate da chi emigra dal continente africano verso quello europeo.

Mappa delle rotte dell'emigrazione dall'Africa occidentale

## Rotte endocontinentali
La maggior parte dell'emigrazione africana è interna al continente. ovvero dalle zone rurali alle aree urbane oppure da uno stato all'altro. Mete dell'immigrazione africana sono soprattutto il Sudafrica e i Paesi del Maghreb, in particolare la Libia, che conta da sola circa due milioni di immigrati. Alto anche il numero di rifugiati e sfollati interni, oltre due milioni, secondo i dati dell'Alto commissariato dei rifugiati dell'Onu. La maggior parte sono i profughi della regione dei grandi laghi e del corno d'Africa. Vivono nei campi profughi in Congo, Sudan, Uganda, Somalia e in misura minore in Costa d'Avorio, Ciad, Kenya, Etiopia e Sudafrica. Una parte consistente dell'esodo somalo si concentra poi sullo Yemen, sulle cui coste nel 2007 sono approdate circa 30.000 persone in fuga dalla guerra.

## Rotte extracontinentali
Una piccola parte degli emigranti economici e dei richiedenti asilo politico africani, ha come meta l'Europa. Gli immigrati dell'Africa sub-sahariana nell'Ue erano, secondo un rapporto dell'Organizzazione Internazionale per le Migrazioni (OIM) del 2008, 800.000 persone. Secondo lo stesso rapporto la maggior parte degli emigranti dell'Africa sub-sahariana raggiungono l'Europa legalmente, con un visto turistico che poi lasciano scadere. Secondo statistiche accertate dall'IOM, ogni anno la popolazione sub-sahariana immigrata in Europa aumenta di circa 100.000 unità. Mentre il numero dei cittadini dell'Africa sub-sahariana che attraversano clandestinamente il Mediterraneo può essere stimato, secondo l'IOM, tra i 5.000 e i 25.000 all'anno. Lo stesso rapporto svela come sia maggiore il numero degli immigrati sub-sahariani residenti nei paesi del Maghreb che non in Europa.
Dei circa 120,000 emigranti sub-sahariani che entrano nei Paesi del nord Africa ogni anno, si stima che soltanto tra l'8 e il 20% continuerà il viaggio verso l'Europa in maniera clandestina. Le rotte per attraversare il Mediterraneo sono principalmente cinque. Dalla costa atlantica africana verso l'arcipelago spagnolo delle isole Canarie. Da Marocco e Algeria verso la costa spagnola dell'Andalusia e delle isole Baleari oppure verso le due enclave spagnole di Ceuta e Melilla. Dall'Algeria alla Sardegna. Dalla Tunisia, la Libia e l'Egitto verso la Sicilia, Malta e le isole di Lampedusa e Pantelleria. E infine dalla Turchia verso la Grecia.
In alcuni casi poi gli emigranti africani utilizzano la rotta dell'est europeo: atterrano con un visto turistico in Ucraina e proseguono verso Slovacchia e Polonia alla volta dell'Ue.
Per raggiungere il Mediterraneo esistono diverse rotte. Nella maggior parte dei casi, viaggiando senza visto, si è costretti ad attraversare il deserto del Sahara. Dall'Africa occidentale e centrale lo si fa attraversando il Mali verso l'Algeria, oppure il Niger verso la Libia. Dal Corno d'Africa la rotta è quella che va dal Sudan verso la Libia o l'Egitto. E dall'Egitto parte la rotta verso Israele, paese nel quale circa 10.000 richiedenti asilo, in maggioranza eritrei e sudanesi, hanno fatto ingresso dalla frontiera egiziana del Sinai tra il 2006 e il 2007...
L'Unione europea ha coinvolto i Paesi del Nordafrica nelle sue politiche di contrasto all'immigrazione che attraversa il Mediterraneo, inducendo così i governi locali a politiche di repressione e di ‘rimpatrio’ forzato dei migranti che, in assenza di accordi di riammissione, vengono perlopiù ricondotti e abbandonati nei pressi delle zone sud di confine con i paesi limitrofi (Rosso, al confine mauritano con il Senegal; Oujda, al confine marocchino con l'Algeria; Tinzouatine e In Guezzam al confine algerino con il Mali e il Niger, Kufrah e Tummo, al confine libico con il Sudan e il Niger.
Nel 2007, le politiche europee di esternalizzazione dei pattugliamenti marittimi, particolarmente riuscite in Mauritania, Senegal e Marocco, hanno ridotto i flussi migratori verso la Spagna, seppure a costo di molteplici violazioni dei diritti umani. Allo stesso tempo però sono aumentati i flussi nel Mediterraneo centrale e orientale, verso l'Italia e la Grecia.
Attraversare le diverse frontiere dell'Africa e i loro complessi apparati di sicurezza e di criminalità, o di corruzione, è per molti migranti subsahariani un'odissea umana di cui si hanno spesso poche tracce e testimonianze. Il viaggio comporta un grandissimo costo in termini economici (migliaia di euro, in aree nelle quali il reddito procapite è per gran parte della popolazione inferiore ad 1 euro al giorno) ed in termini di rischio per la vita stessa. Altissimo è infatti il numero delle vittime nelle traversate dei deserti, del mare o durante altre tappe del viaggio. Oltre 12.000 sarebbero i morti alle frontiere dell'Ue dal 1988, secondo le notizie riportate dalla stampa internazionale.

### Documentari
- Come un uomo sulla terra , 2008, prodotto in Italia ,  registi Andrea Segre, Riccardo Biadene e Dagmawi Yimer.